# Godot (játékmotor)
A Godot (/'ɡɒ.doʊ/, ejtsd "gadó") egy 2D-s és 3D-s, ingyenes és nyílt forráskódú, platformfüggetlen, az MIT licenc alatt kiadott játékmotor. Eredetileg csak néhány latin-amerikai cég számára lett kifejlesztve, de mindez a nyilvános kiadás előtt történt. A fejlesztőkörnyezet Linuxon, macOS-en és Windowson fut. A Godot-val mobil-, PC és webes játékokat is lehet fejleszteni.

## Ismertető
A Godot célja, hogy egy teljes körű játékfejlesztő környezetet nyújtson a felhasználók számára. Lehetővé teszi a fejlesztőknek, hogy a semmiből, csupán tartalomkészítő eszközök (zenék, képek, textúrák stb.) segítségével létrehozzanak egy játékot. A játékok alkotóelemei a kódoktól a grafikus eszközökig a számítógép fájlrendszerébe vannak lementve (adatbázis helyett). Ennek a tárolási módnak a szándeka az, hogy a játékfejlesztő csapatoknak könnyebb legyen verziókövetés használatával együtt dolgozniuk a forráskódokon.
Több platformra is telepíthető, engedélyezi a textúratömörítést, valamint a felbontás beállítását külön mindegyik platformhoz. Jelenleg a támogatott platformok a Linux, macOS, Windows, FreeBSD, OpenBSD / DragonFly BSD, Android, iOS, BlackBerry 10 és a HTML5. Ezeken felül a Windows Runtime (WinRT) és a Universal Windows Platform (UWP) is támogatott.
A Godot elnevezés Samuel Beckett Godot-ra várva című művéből származik, kifejezve a készítők azon szándékát, miszerint az engine sosem készül el, mindig lesz olyan új funkció, amire érdemes várni.

## Kódolás
A Godot-ban fejlesztett játékok GDScriptben vagy C#-ban vannak írva, illetve GDNative csatolók használatával olyan nyelvekben, mint például C++, Rust, Nim, D, stb. A saját nyelve, a GDScript, egy Pythonhoz hasonló magas szintű, dinamikus programozási nyelv. Több harmadik féltől származó alternatív programozási nyelv (név szerint a Lua, Python és Squirrel) tesztelve volt, mielőtt eldöntötték, hogy az egyéni nyelv használata lehetőséget ad a jobb optimalizációra. A kódolás mellett elérhető a Visual Scripting is, ahol egy grafikus felületen lehet kódot szerkeszteni.
A motor rendelkezik beépített kódszekesztővel és debuggerrel, de támogatja a külső szerkesztők használatát is (pl. Atom, Visual Studio).

## Renderelés
A 3.x-es verziókban az OpenGL ES 2.0-s és 3.0-s verziója támogatott. A 4.0-s verzióban érkezik a Vulkan támogatás. Támogatja a normál leképezést, dinamikus árnyékokat árnyéktérképek használatával és teljes képernyős utófeldolgozásos effekteket, mint az FXAA, bloom, DOF, HDR és gammakorrekció.
A Godot része továbbá egy külön 2D-s grafikus motor, amely a 3D-stől elkülönülve tud működni. A 2D és 3D megjelenítést keverni is lehet egy ún. Viewport Node segítségével.

## Fordítás
- Ez a szócikk részben vagy egészben  a   Godot (game engine) című angol Wikipédia-szócikk ezen változatának fordításán alapul.  Az eredeti cikk szerkesztőit annak laptörténete sorolja fel. Ez a jelzés csupán a megfogalmazás eredetét és a szerzői jogokat jelzi, nem szolgál a cikkben szereplő információk forrásmegjelöléseként.